# Wiadomości Numizmatyczno-Archeologiczne
Wiadomości Numizmatyczno-Archeologiczne – kwartalnik wydawany w latach 1889–1948 w Krakowie przez Towarzystwo Numizmatyczne w Krakowie.
W Wiadomościach swoje artykuły publikowali m.in. Marian Gumowski, Seweryn Tymieniecki.